# Fazakas Aaron
Fazakas Aaron (Kolozsvár, 1974. április 17. –) romániai magyar zeneszerző, filmzeneszerző. 2009-től a Sapientia Erdélyi Magyar Tudományegyetem kolozsvári karán adjunktus.

## Tanulmányok
1988–1992 között a kolozsvári Báthory István Elméleti Líceumban folytatta tanulmányait. 1991–1992-ben Demény Piroska magántanítványa volt, akitől zeneelméletet és népzenét tanult. 1992 és 1997 között a kolozsvári Gheorghe Dima Zeneakadémia hallgatója volt. 1996–1997-ben Cristian Misievici magántanítványa volt, akitől zeneszerzést és hangszerelést tanul. 1997-ben végezte el a Gheorghe Dima Zeneakadémia elméleti szakát. 1997–98-ban Cornel Țăranu professzor tanítványaként mesterfokozati diplomát szerzett zeneszerzésben summa cum laude minősítéssel. 2005-ben az Amerikai Egyesült Államokban filmzeneszerzési mesterkurzuson vett részt Paul Chihara professzornál. Fazakas 2006–2009 között doktori disszertációján dolgozott Terényi Ede zeneszerző-professzor vezetése alatt, melynek címe A zene és a képiség közti kölcsönhatás a filmzenében.
2004-től kezdődően Fazakas Aaron zeneszerző folyamatosan jelen van Erdély kulturális életében, mivel műveit több szólóesten és rangos fesztiválon adták elő (a Kolozsvári Zenei Ősz, Modern Kolozsvár stb. alkalmával), de ismételten szerepelt bel- és külföldön egyaránt.